# Bündnis für Demokratie und Toleranz

Logo des Bündnisses

Das Bündnis für Demokratie und Toleranz – Gegen Extremismus und Gewalt (BfDT) war ein bundesweiter Ansprechpartner und Impulsgeber für die Zivilgesellschaft in der Bundesrepublik Deutschland. Das BfDT sammelte, bündelte und vernetzte das vielfältige zivilgesellschaftliche Engagement für Demokratie und Toleranz in Deutschland und machte es öffentlich. Es unterstützte Menschen, die sich für eine lebendige Demokratie engagierten, nahm Anregungen für bundesweit relevante Themen und Fragestellungen aus der Zivilgesellschaft auf und entwickelte diese in eigenen und in Kooperationsaktivitäten weiter. Das BfDT verlieh jährlich den Preis „Aktiv für Demokratie und Toleranz“.
Das BfDT wurde 2011 in die Bundeszentrale für politische Bildung (bpb) integriert. Zum 31. Dezember 2022 wurde es aufgelöst, und die Aufgaben des BfDT wurden durch die bpb übernommen.

## Geschichte
Das Bündnis für Demokratie und Toleranz wurde am 23. Mai 2000 vom Bundesministerium des Innern und dem Bundesministerium der Justiz und für Verbraucherschutz gegründet. Die vollständige Bezeichnung lautet: „Bündnis für Demokratie und Toleranz – gegen Extremismus und Gewalt (BfDT)“. Die Gründung erfolgte am Jahrestag der Verkündigung des Grundgesetzes für die Bundesrepublik Deutschland. Damit sollte der normativen Kraft der deutschen Verfassung „als Grundlage allen staatlichen und gesellschaftlichen Handelns Ausdruck“ verliehen werden.
Zu Beginn des Jahres 2011 wurde die Geschäftsstelle des BfDT durch das BMI und das BMJV in die Bundeszentrale für politische Bildung integriert. So sollten Synergieeffekte genutzt und das zivilgesellschaftliche Engagement im Bereich der Extremismusbekämpfung gebündelt werden.
Auf Initiative seiner Gründungsressorts, dem Bundesministerium des Innern und für Heimat und dem Bundesministerium der Justiz, wurde das BfDT zum 31. Dezember 2022 aufgelöst. Die Arbeit des BfDT übernahm in der Bundeszentrale für politische Bildung – so auch den Wettbewerb Aktiv für Demokratie und Toleranz, den Jugendkongress sowie den Festakt zur Auszeichnung der „Botschafter/-innen für Demokratie und Toleranz“. Auch die Initiativenlandkarte zu rund 2.000 zivilgesellschaftlichen Projekten und Initiativen sollte weitergeführt werden.

### „Fall Rebecca K.“
Einiges öffentliches Interesse erregte gegen Ende 2007 die Entscheidung des „Bündnis“-Beirats, einer jungen Frau namens Rebecca K. aus Mittweida in Sachsen einen eigens geschaffenen „Ehrenpreis für Zivilcourage“ zu verleihen. Dagegen gab es zunächst keinen Widerspruch. Allerdings hatten sich zur Zeit der Entscheidung bereits Ermittlungserkenntnisse verdichtet, wonach Rebecca K., die angab, einem fünf Jahre alten Mädchen aus einer Aussiedlerfamilie zur Hilfe geeilt zu sein und von vier Angehörigen der Neonazi-Szene deswegen angegriffen worden zu sein und ein Hakenkreuz auf die Hüfte eingeritzt bekommen zu haben, sich die Hauteinritzung selbst zugefügt hatte. Die Polizei bestätigte diese Erkenntnisse. Die Staatsanwaltschaft Chemnitz ermittelte daraufhin gegen Rebecca K. wegen des Verdachts auf Vortäuschung einer Straftat. Trotz des schwebenden Verfahrens und der drohenden, im Mai 2008 schließlich erhobenen Anklage gegen die damals 18-jährige Rebecca K., nicht zuletzt auch gegen starke Bedenken aus den Reihen des „Bündnis“-Beirats selbst und vonseiten des Mittweidaer Bürgermeisters, wurde Rebecca K. am 31. Januar 2008 der „Ehrenpreis für Zivilcourage“ verliehen. In seiner Sitzung am 21. April 2008 beschloss der „Bündnis“-Beirat jedoch, dass „in der Regel keine Ad-hoc-Beschlüsse zu Auszeichnungen einzelner Personen oder Personengruppen für deren Zivilcourage“ mehr gefasst werden sollen, wenn „in der Sache anhängige Ermittlungsverfahren noch nicht abgeschlossen sind“.

### Bündnis Neukölln
Im März 2018 erließen das Innen- und das Justizministerium eine Weisung, um die Zahlung eines Preisgelds an ein Festival des Berliner Bündnis Neukölln zu stoppen. Das Beiratsmitglied Martina Renner kritisierte, das Bundesinnenministerium und der Verfassungsschutz hätten „auf eine nicht hinzunehmende Art und Weise“ die Auszeichnung des Bündnisses blockiert.

## Struktur
Mitglieder des Beirats des Bündnisses für Demokratie und Toleranz waren:
- Siamak Ahmadi[8]
- Deidre Berger[9]
- Andreas Eberhardt[10]
- Judith Epstein
- Gabriele Fograscher
- Jan Holze[11]
- Martina Renner
- Alexandra Kurth[12]
- Günter Krings
- Christian Lange
- Monika Lazar
- Jens Maier
- Aydan Özoğuz
- Michael Parak[13]
- Armin Pfahl-Traughber
- Gabriele Rohmann[14]
- Patrick Siegele[15]
- Andreas Stäbe
- Klaudia Tietze
- Marian Wendt[16]
- Andreas Zick

## Ziele und Aufgaben
Das Bündnis zielte darauf, das zivilgesellschaftliche Engagement der Bürger der Bundesrepublik für Demokratie und Toleranz aufzeigen und die Bevölkerung zur aktiven Zivilcourage zu ermutigen. Es sollte informieren und Möglichkeiten aufzeigen, wie man für Demokratie und Toleranz eintreten kann. Aufgaben waren:
- das Engagement der Bürger zu sammeln, zu bündeln und zu vernetzen
- diesem Engagement Öffentlichkeit zu verschaffen
- Ansprechpartner und Impulsgeber dazu zu sein und damit
- Demokratie und Toleranz zu fördern.